# Ioan C. Toma
Ioan C. Toma (* 12. Dezember 1953 in Kronstadt, Rumänien) ist ein rumänisch-deutscher freier Regisseur.
Toma studierte in Bukarest von 1972 bis 1976 am Institut für Theater- und Filmkunst I.L. Caragiale Schauspielerei. Darauf folgen noch einige Semester Theaterregie. 
1977  zog seine Familie nach Deutschland um. 
Seine Karriere begann 1979 im Stadttheater Bern. Anfangs übernahm er mehrere Jobs: Schauspiel, Regieassistenz, Dramaturgie sowie Regie. 1981 wechselte er an das Stadttheater nach Essen, wo er bis 1984 arbeitete. Im gleichen Jahr gründete Toma in München das Theater im Würfel, so benannt nach einem von ihm entworfenen Bühnenbild für die Dramatisierung von Gogols Novelle Tagebuch eins Wahnsinnigen: einem Stahlrohrkubus. 
1988 wurde Toma als Hausregisseur an das Landestheater Linz engagiert. Bis zu seinem Weggang 1992 brachte er rund 20 viel beachtete Inszenierungen auf die Bühne. 1992 bis 1995 war er als Oberspielleiter am Stadttheater St. Gallen (Schweiz) tätig. 
Seit 1995 ist Toma als freier Regisseur tätig, u. a. am Theater am Turm (TAT) in Frankfurt/Main, Theater des Kindes Linz, Theater rechts der Isar in München, Reithalle München, Stadttheater Klagenfurt, Gasteig München, Gruppe 80 in Wien, Schauspielhaus Salzburg, Landestheater Innsbruck, Theater Phönix Linz, Sommerspiele Perchtoldsdorf.

## Regiearbeiten
- Die Orchesterprobe und andere Katastrophen von Karl-Heinz Hummel (München 2008)
- Faust nach Johann Wolfgang von Goethe (Perchtoldsdorfer 2007)
- Don Quijote nach Miguel de Cervantes Saavedra (Perchtoldsdorfer 2006)
- Ritter Unkenstein nach Karl Valentin (München  2002–2006)
- FAUST Collateral Damage nach Johann Wolfgang von Goethe (Linz 2005)
- König Ubu von Alfred Jarry (München 2005)
- Die Achse des Bösen nach Shakespeare (Linz 2004)
- Heinz & die Frauen von Heinz-Josef Braun (München 2004)
- Satyros nach Johann Wolfgang von Goethe (München 2003)
- Wer hat Angst vor Virginia Woolf? von Edward Albee (Linz 2003)
- Die Akte Sokrates, unbekannter Autor (Linz 2000)